# Где же мечты юности?
«Где же мечты юности?» (яп. 靑春の夢いまいづこ, Seishun no yume imaizuko; англ. Where Are the Dreams of Youth?) — немой фильм режиссёра Ясудзиро Одзу, вышедший на экраны в 1932 году.

## Сюжет
Тэцуо Хорино — далеко не лучший студент университета, предпочитающий учёбе игры и общение с друзьями за бокалом пива. Впрочем, он не слишком беспокоится об этом, ведь его отец владеет преуспевающей фирмой. Тэцуо влюблён в Сигэко, работающую официанткой в баре, поэтому вынужден раз за разом срывать планы дяди Кандзо женить его на какой-либо девушке из приличного общества. После того, как у отца происходит кровоизлияние в мозг, юноша вынужден уйти из университета и занять место директора семейной компании. Однако по характеру он остаётся всё тем же студентом, поэтому когда год спустя его друзья заканчивают учёбу и принимаются искать работу, он помогает им устроиться на свою фирму. Когда Тэцуо становится их начальником, всё меняется, и прежняя юношеская дружба оказывается под ударом.

## В ролях
- Урэо Эгава — Тэцуо Хорино
- Кинуё Танака — Сигэко
- Тацуо Сайто — Таитиро Сайки
- Харуо Такэда — Кэндзо Хорино
- Рётаро Мидзусима — дядя Кандзо
- Кэндзи Ояма — Кумада
- Тисю Рю — Симадзаки
- Такэси Сакамото — университетский служитель
- Тёко Иида — мать Сайки

## О фильме
Двадцать шестой фильм Одзу, снятый им с начала сентября по начало октября 1932 года и вышедший на японские экраны 13 октября того же года.
По завершении съёмок фильма «Родиться-то я родился…» Одзу сразу же приступил к работе над фильмом «До новой встречи» (1932, один из утерянных фильмов режиссёра). В этом фильме рассказывалась история о человеке влюблённом в проститутку. Здесь Одзу впервые обращался к новому для себя жанру и тематике, по этой причине съёмки шли в высоком напряжении, что в результате потребовало больших финансовых расходов, чем предполагалось. Тогда руководством студии было принято решение сделать на скорую руку дешёвый фильм и с его доходов передать дополнительные средства на съёмки «До новой встречи».
Этим-то дешёвым фильмом и стал «Где же мечты юности?». Одзу делал его с неохотой, все его мысли были о заброшенном проекте, в результате снятым фильмом «Где же мечты юности?» сам режиссёр был не доволен. В этом фильме не развиты какие бы то ни было новые идеи и не видно активного участия Одзу. Сценарист Кого Нода писал, что он в качестве модели использовал пьесу «Старый Гейдельберг» Вильгельма Мейер-Ферстера, по которой также был сделан фильм Эрнста Любича «Принц-студент в Старом Гейдельберге» (1927). Это хорошо известная история о принце-студенте и девушке, работающей в булочной. Наверное, чтобы быстрее снять этот фильм, Одзу обратился к апробированному уже им жанру студенческой тематики. Фильм входит в так называемую «студенческую серию» Одзу, к которой также относятся поставленные ранее «Дни юности» (1929), «Университет-то я окончил...» (1929) и «Девушка и борода» (1931). По этой причине бросаются в глаза и наработанные в предыдущих лентах серии клише (болельщики в начале фильма, обман на экзаменах, киноафиши к зарубежным фильмам на стенах и т. д.).